# آدریان روس
آدریان روس (انگلیسی: Adrian Rus؛ زادهٔ ۱۸ مارس ۱۹۹۶) بازیکن فوتبال اهل رومانی است.
از باشگاه‌هایی که در آن بازی کرده‌است می‌توان به باشگاه فوتبال پیزا، باشگاه فوتبال مول فهروار، باشگاه فوتبال پوشکاش آکادمیا، و باشگاه ورزشی سپسی اواس‌کا سفنتو گئورگه اشاره کرد.
وی همچنین در تیم‌های ملی فوتبال زیر ۲۱ سال رومانی و رومانی بازی کرده‌است.